# Apollinare Offredi
Giovan Pietro Apollinare Offredi (Cremona, XV secolo – XV secolo) è stato un filosofo, astrologo e medico italiano rinascimentale.

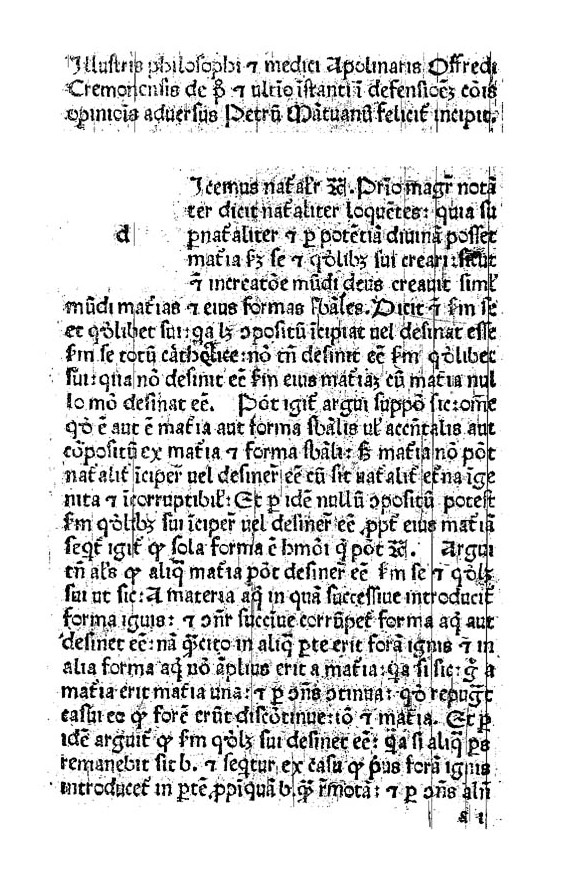
De primo et ultimo instanti in defensionem communis opinionis adversus Petrum Mantuanum, 1478

Gli era tributata grande autorità negli ambienti filosofici e medici intorno alla metà del XV secolo.

## Biografia
Nativo di Cremona, fu lettore di metafisica nello studio di Pavia e di Piacenza ed era in buoni rapporti con Eugenio IV, Filippo Maria Visconti e Francesco Sforza.

## Opere
- (LA) De primo et ultimo instanti in defensionem communis opinionis adversus Petrum Mantuanum, Colle di Val d'Elsa, Bonus Gallus, 1478.